# 唐縱

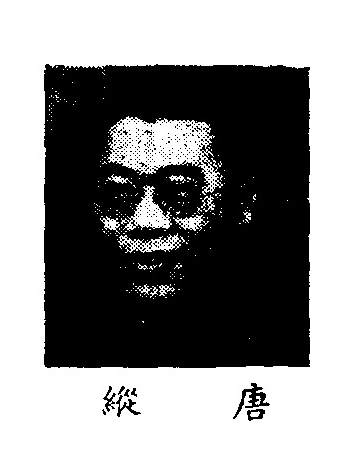

唐縱（1905年—1981年），字乃健，湖南省酃縣人，中華民國陸軍中將，曾任軍統局代局長、内政部政務次長、內政部警察總署署長、中國國民黨秘書長、駐大韓民國大使。

## 生平
1905年生於湖南省酃縣，1922年考入湖南群治法政學校，1928年初考入黃埔軍校第6期，畢業後進入國民黨為蔣介石從事情報工作，後奉上司命令在南京創辦《建業日報》，1930年成為國民政府特務組織「調查通訊小組」成員。1932年蔣介石於南京成立復興社，下設特務處，由戴笠任處長、唐縱任書記，成為軍統骨幹。
1936年被派往德國，任國民政府駐德國大使館副武官，留德期間從納粹黨學習特務活動方法。回國後，任特務處書記長。
中國抗日戰爭爆發後，1938年調任國民政府軍事委員會委員長侍從室上校參謀，主管諜報業務。 1939年2月侍從室為作戰行動便利起見，成立侍二處第六組掌管情報業務，晉升少將組長。1943年中美特種技術所成立，戴笠出任中美合作所主任，為減輕戴負擔，蔣介石乃派唐縱兼任軍統局幫辦。1945年抗戰結束後，侍從室改組為總統府參軍處，隨之改隸並晉升中將參軍，除仍替蔣介石主管全國情報外，還兼看有關警政、保安等其他機要文件。
1946年2月出任內政部政務次長；同年3月戴笠搭乘飛機失事身亡，任軍統局副局長兼代局長，後軍統局改制為「國防部保密局」，其軍統局職務亦隨之取消。
1946年7月，內政部警政司擴編為「內政部警察總署」，出任中將署長。1947年國防部成立保安局，兼任局長。
1949年中華民國政府撤退到臺灣，蔣介石將軍統及中統特務組織合併成立「政治行動委員會」，指派唐縱為召集人，負責收編赴臺特務人員，籌劃特務情報作業。嗣任國民黨總裁辦公室資料組組長兼黨政幹部訓練班副主任，旋即調任內政部政務次長。
1950年8月奉派為國民黨中央改造委員會第六組主任。 1952年當選國民黨第七屆中央委員，並任中央委員會第一組主任，負責國民黨組訓事務。1957年調任臺灣省政府秘書長。 1959年出任國民黨中央黨部秘書長，從事國民黨幕僚工作。
1965年創辦私立台南家政專科學校（今台南應用科技大學），出任首任董事長。同年調任國防會議副秘書長暨戰地政務委員會籌備處主任。1969年任駐大韓民國大使，翌年回台就任中國農民銀行董事長。6年後退職，受聘為總統府國策顧問。
1981年病卒臺北，享壽77歲。

## 軼聞
- 在軍統內與戴笠、鄭介民合稱「軍統三巨頭」，又因長年從事情報工作，素有「軍統智多星」之稱。[4]
- 唐縱有寫日記的習慣，日記內容為絕對私密性記述，沈醉在其文章《唐縱其人》中曾回憶說：「一次趁唐不在家，曾好奇地問他老婆，是不是看到過唐每天寫的日記，不料此話一出，她馬上表現出很氣憤的樣子，對我大發牢騷，說他寫的日記誰也不准看，他們結婚十多年，多次想看看他的那些寶貝日記，都被拒絕了，吵過好幾回也沒有讓她看。」[2]
- 1949年唐縱赴臺時，將日記遺留在大陸，1991年日記被正式出版為《 在蔣介石身邊八年：侍從室高級幕僚唐縱日記》 。[7]